# Petrivske, Tarașcea
Petrivske (în ucraineană Петрівське) este o comună în raionul Tarașcea, regiunea Kiev, Ucraina, formată numai din satul de reședință.

## Demografie
Componența lingvistică a comunei Petrivske
     Ucraineană (97,54%)
     Română (1,09%)
     Alte limbi (1,23%)
Conform recensământului din 2001, majoritatea populației comunei Petrivske era vorbitoare de ucraineană (97,54%), existând în minoritate și vorbitori de română (1,09%).